# Арагац (Армавір)
Арагац (вірм. Արագած) — село в марзі Армавір, на заході Вірменії. Село розташоване за 9 км на північний захід від міста Вагаршапата, за 2 км на північ від села Цахкаландж та за 2 км на південний захід від села Агавнатун.